# Levedura química
Uma levedura química ou fermento químico é um produto químico que permite dar esponjosidade a uma massa. É uma mistura de um ácido  não tóxico e amplamente utilizado em culinária (e.g. cítrico ou o tartárico) e um carbonato ou bicarbonato para conferir à massa seu aspecto esponjoso.
O ácido reage com o bicarbonato e produz bolhas de CO2, dando volume à massa.
Distingue-se da levedura por ser o efeito desta última muito mais lento, enquanto a levedura química actua de imediato e é perceptível à vista.